# Alcalá de Ebro
Alcalá de Ebro è un comune spagnolo di 295 abitanti situato nella comunità autonoma dell'Aragona.